# Боб Гафтон
Боб Гафтон (англ. Bob Houghton, нар. 13 жовтня 1947) — англійський футболіст, що грав на позиції півзахисника. По завершенні ігрової кар'єри — тренер.

## Ігрова кар'єра
Під час своєї нетривалої ігрової кар'єри Гафтон грав на позиції півзахисника в англійських клубах «Фулгем» (1966—1969) та «Брайтон енд Гоув Альбіон» (1969—1970). Гафтон став одним з наймолодших тренерів в англійському футболі, отримавши тренерську ліцензію категорії «A» у віці 21 року. У 1970 році він став граючим тренером клубу «Гастінгс Юнайтед», а в 1971 році в тій же якості очолював «Мейдстон Юнайтед», що виступав у нижчій професійній лізі Англії. Асистентом Гафтон в цій команді був його близький друг і в майбутньому також успішний тренер Рой Годжсон, також поєднував функції тренера і гравця.
У 1972 році Гафтон працював асистентом тренера Боббі Робсона в «Іпсвіч Таун», а в наступному році працював у південноафриканській «Аркадії», зайняв з цією командою четверте місце в національному чемпіонаті і дійшовши до півфіналів двох кубкових турнірів.

## Кар'єра тренера

### «Мальме»
У 1974 році Боббі Гафтона запросили очолити шведський клуб вищого дивізіону «Мальме». З його приходом ця провінційна, напівлюбительська шведська команда досягла небувалих вершин як в національних турнірах, так і на європейській арені. Гафтон разом з «Мальме» кілька разів виграв чемпіонат і кубок Швеції, а в 1979 році дійшов до фіналу головного європейського клубного турніру — у фіналі Кубка європейських чемпіонів шведський клуб поступився з рахунком 0:1 англійському «Ноттінгем Форест». Це досягнення досі є кращим в історії шведського клубного футболу. 

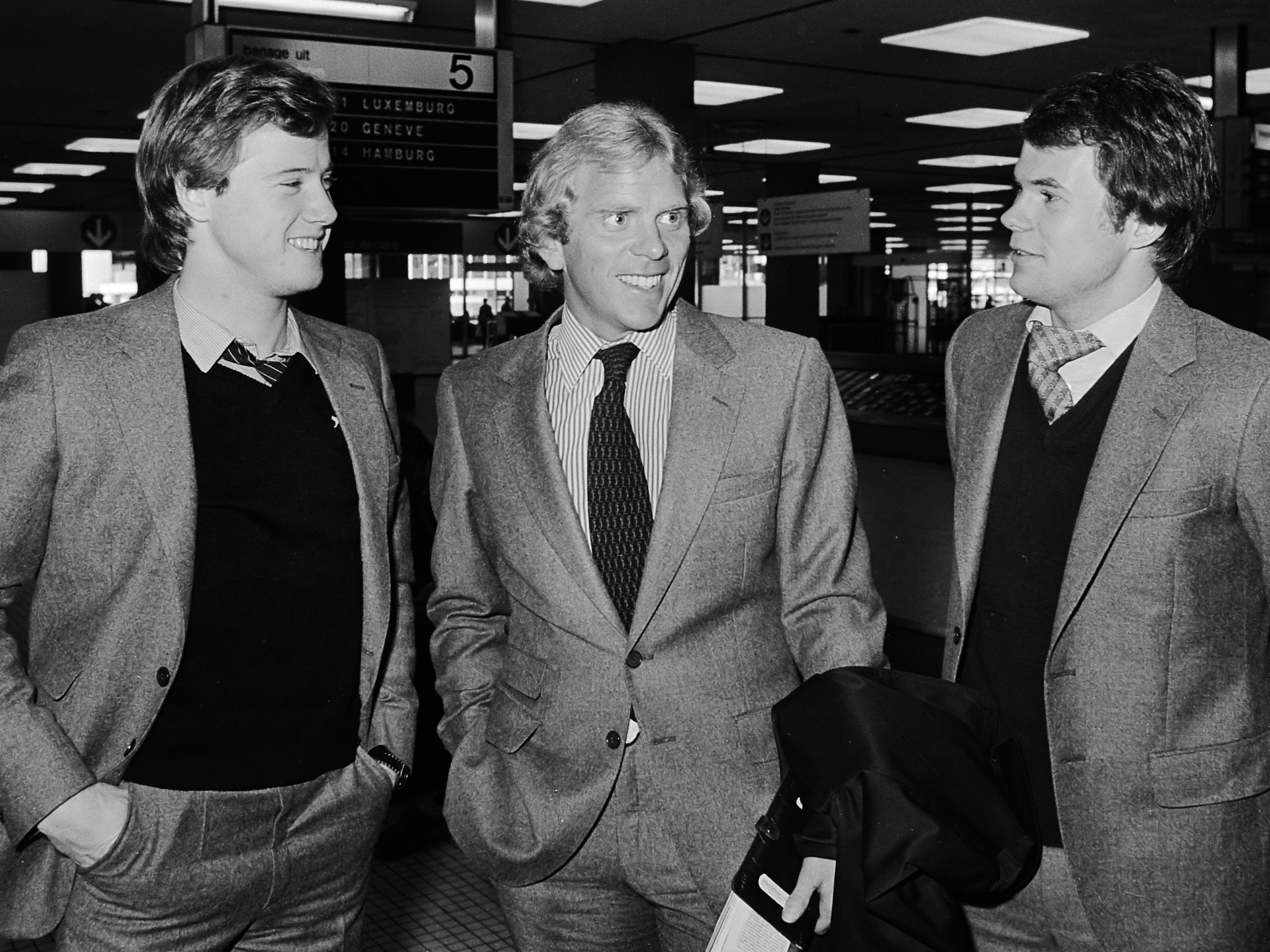
Боб Гафтон (в центрі) як тренер «Мальме» зі своїми гравцями Інгемаром Ерландссоном (ліворуч) і Магнусом Андерссоном. 1979 рік

У тому ж 1979 році, після відмови «Ноттінгем Фореста», «Мальме» взяв участь у матчах за Міжконтинентальний кубок, де за підсумками двох ігор зазнав поразки від парагвайської «Олімпії» з Асунсьйона. Поряд з Роєм Годжсоном, що в той же період тренував шведський «Хальмстад», Боба Гафтона вважають одним з англійських фахівців, що змінили шведський футбол, залучивши до нього більш сучасні елементи, заклавши основу майбутніх перемог.

### 1980-90-ті роки
Після нетривалого періоду роботи в Греції з клубом «Етнікос» з Пірея, Гафтон повернувся в Англію, де в 1980 році очолив «Брістоль Сіті», щограв у другому дивізіоні. Однак його перебування там збіглося з тривалими фінансовими проблемами клубу, що призвели в підсумку до послідовного його вильоту в третій, а потім і в четвертий дивізіон, а 1982 року і до банкрутства клубу. Провідні гравці команди були розпродані і в останніх матчах у керма «Брістоль Сіті» Гафтону доводилося випускати на поле юнацький склад. Після поразки від 0-1 від «Вімблдона» Гафтон офіційно подав у відставку.
Наступним місцем роботи Боба Гафтона стала Північноамериканська футбольна ліга (NASL), в 1982 році він прийняв запрошення очолити канадський клуб «Торонто Бліззард». У 1983 році канадці дійшли до фіналу Соккер Боула, а на наступний рік грали у фіналі чемпіонату, після чого, разом зі всією американською лігою, команда припинила своє існування.
Після цього Гафтон відправився в Саудівську Аравію у клуб «Аль-Іттіхад» (Джидда), з яким виграв кубок федерації футболу. У 1987 році Гафтон повернувся до Швеції, спочатку ставши тренером «Ергрюте», а в 1990 році знову прийшов у «Мальме», змінивши в ньому Роя Годжсона. У 1993 році він знову нетривалий час тренував «Аль-Іттіхад», а в квітні 1994 року прийшов у швейцарський «Цюрих», де пропрацював до березня 1995 року.
У 1996 році Боб Гафтон в дебютному сезоні MLS клуб прийняв «Колорадо Репідс», проте через низькі результати в кінці сезону він був звільнений.

### Робота в Китаї
В кінці 1997 року Гафтон прийняв запрошення тренувати збірну Китаю, яка щойно провалила кваліфікацію до чемпіонату світу 1998 року. Вже через кілька тижнів він вивчив імена всіх футболістів команди (що для іноземних тренерів у Китаї рідкість) і допоміг гравцям згуртуватися й повірити в себе. Незабаром збірна посіла друге місце на Кубку Династії, а на футбольному турнірі Азійських Ігор 1998 року завоювала бронзу. Серед успіхів можна відзначити першу за 10 років перемогу над збірною Японії. Однак, після невдачі в олімпійському відбірковому турнірі 2000 року Гафтон покинув посаду головного тренера збірної.
Після цього він протягом чотирьох років тренував китайські клуби «Шанхай Пудун», «Сичуань Шаньтун» та «Чжецзян Грінтаун», а в 2003—2005 працював у федерації футболу як тренерського інструктора.

### Збірна Узбекистану
В 2005 році Гафтон очолив збірну Узбекистану. Йому було поставлено завдання завоювати путівку на чемпіонат світу 2006 року. Однак збірній не вдалося потрапити на світову першість, так як у стикових матчах вона поступилася збірній Бахрейну (Узбекистан виграв перший матч 1:0, але ФІФА скасувала результат через помилки арбітра і надалі завдяки перевазі забитих у гостях м'ячам перемога дісталася Бахрейну — 1:1 і 0:0).

### Збірна Індії
Потім Гафтон на нетривалий термін повернувся в Китай, де тренував «Шеньян Циньде», а в червні 2006 року був запрошений Всеіндійською футбольною федерацією стати головним тренером збірної Індії. Його призначення ставило метою вивести на новий рівень гру індійців, що втілилося в життя перемогою команди на Кубку Неру у серпні 2007 року. У липні 2008 року збірна зазнала прикрої поразки від збірної Мальдів у фіналі Кубка Південноазіатської футбольної федерації. Тим не менше в серпні того ж року індійці під керівництвом Гафтона здобули перемогу в Кубку виклику АФК, що проводився Азійською конфедерації футболу, перегравши команду Таджикистану з рахунком 4:1.
У травні 2010 року подав у відставку, але вже 7 травня було оголошено, що Гафтон залишається на посаді тренера збірної Індії. Пізніше продовжив свій контракт зі збірною Індії до 2013 року з умовою перегляду договору після Кубка Азії 2011 року. Кубок Азії виявився провальним, збірна Індії програла всі три групові матчі. Після цього чиновники Всеіндійської Федерації Футболу висловили незадоволення результатами гри збірної і роботою Гафтона на посаді тренера. Виконавчий комітет Федерації ухвалив рішення звільнити Гафтона. 23 лютого рішення було схвалено Федерацією, і Гафтон був відправлений у відставку.
Однак, через деякий час Гафтон з'явився в Гоа, де розпочав підготовку команди до відбіркових матчів Кубка Виклику. 23 квітня 2011 року Всеіндійська Федерація Футболу оголосила про відхід Гафтона з поста тренера збірної Індії.

## Титули і досягнення
Мальме
- Чемпіон Швеції: (3) 1974, 1975, 1977
- Володар Кубка Швеції: (4) 1973/74, 1974/75, 1977/78, 1979/80
- Віце-чемпіон Швеції: 1976, 1978, 1980
- Фіналіст Кубка європейських чемпіонів: 1978/79
- Фіналіст Міжконтинентального кубка: 1979

 Торонто Бліззард
- Фіналіст Соккер Боула: 1983
- Фіналіст Чемпіонату NASL: 1984

 Аль-Іттіхад
- Володар Кубка Саудівської Федерації футболу: (1) 1985/86
- Фіналіст Кубку Короля: 1985/86
- Фіналіст Кубку наслідного принца: 1992/93

 Збірна Китаю
- Срібний призер Кубка Династії: 1998
- Бронзовий призер Азійських ігор: 1998

 Збірна Індії
- Володар Кубка виклику АФК: (1) 2008
- Володар Кубка Південної Азії: (1) 2009
- Володар Кубка Неру: (2) 2007, 2009
- Срібний призер Кубка Південної Азії: 2008